# مارچلو فیلیپینی
 مارچلو فیلیپینی (انگلیسی: Marcelo Filippini؛ زاده ۴ اوت ۱۹۶۷) یک تنیس‌باز اهل اروگوئه است.